# Barrage Monticello
Pour les articles homonymes, voir Monticello (homonymie).
Le barrage Monticello est un barrage hydroélectrique dans le comté de Napa en Californie, aux États-Unis.

## Description
Le barrage Monticello a été construit entre 1953 et 1957. C'est un barrage voûte de moyenne dimension, ayant une hauteur de 93 m et une longueur au sommet de 312 m. Il représente 249 000 m3 de béton.

## Le réservoir
Le barrage est situé sur la Putah Creek, dont les eaux forment le lac Berryessa, le deuxième plus grand lac de Californie. La capacité du réservoir est de 1,98 km³.

## L’énergie électrique
La centrale électrique du barrage Monticello a été construite en 1983. Elle comporte trois générateurs. L’énergie produite est principalement envoyée dans le nord de la baie de San Francisco.

## Le déversoir
Le barrage est connu pour son déversoir libre - appelé en anglais glory-hole - d’un diamètre de 22 m au sommet et qui peut évacuer 1370 m³ d’eau à la seconde.

## Source de la traduction
- (en) Cet article est partiellement ou en totalité issu de l’article de Wikipédia en anglais intitulé « Monticello Dam » (voir la liste des auteurs).